# Schtschaslywzewe
Schtschaslywzewe (ukrainisch Щасливцеве; russisch Счастливцево Stschastliwzewo) ist ein Dorf im Süden der ukrainischen Oblast Cherson auf der Arabat-Nehrung mit etwa 1400 Einwohnern.

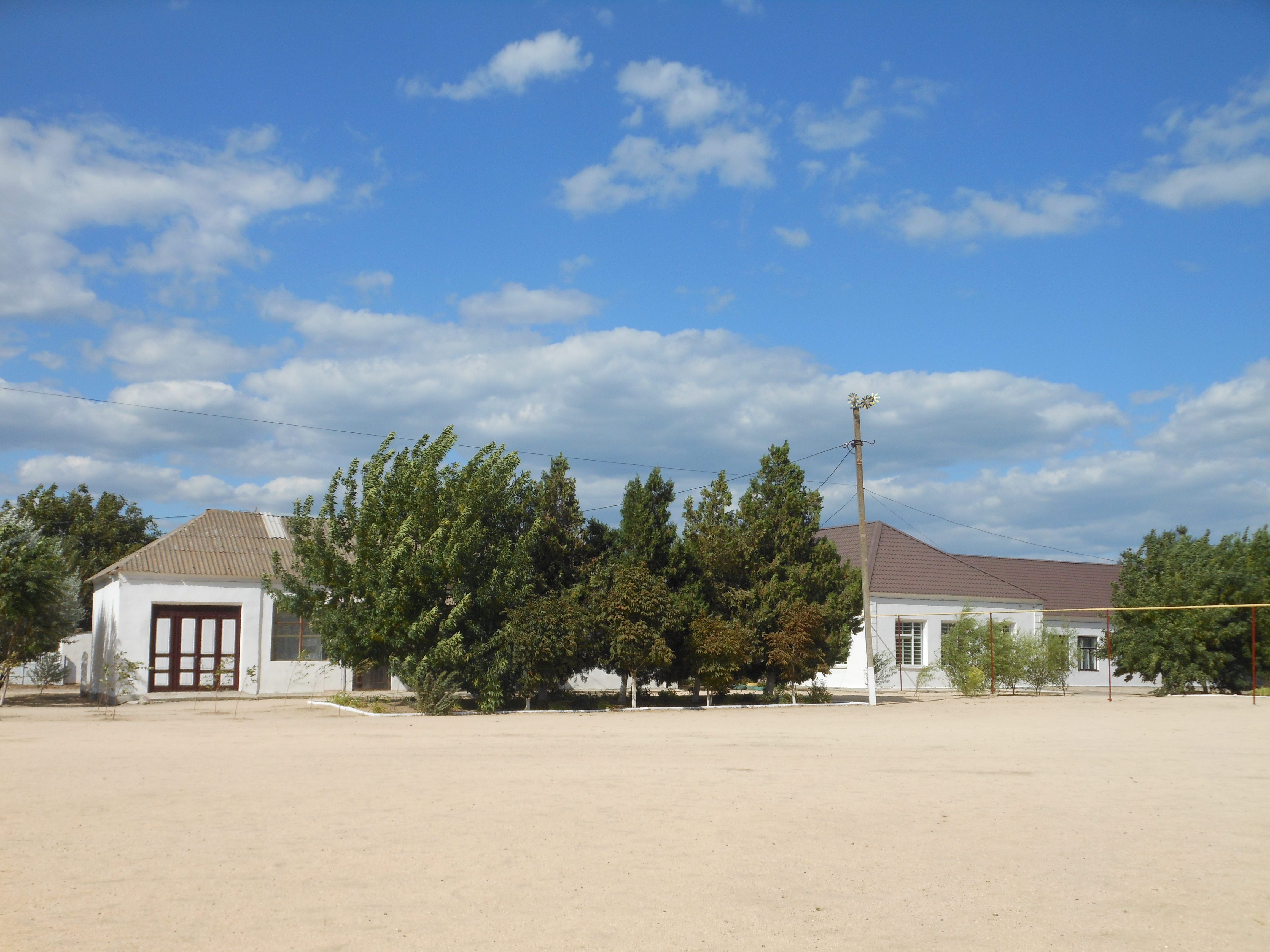
Schule im Ort

Schtschaslywzewe liegt im Rajon Henitschesk und ist das Zentrum der gleichnamigen Landratsgemeinde und befindet sich im Norden der Arabat-Nehrung zwischen dem Sywasch im Westen und dem Asowschen Meer im Osten etwa 220 km südöstlich der Oblasthauptstadt Cherson und 16 km südlich vom Rajonzentrum Henitschesk.
Am 12. Juni 2020 wurde das Dorf ein Teil der neugegründeten Stadtgemeinde Henitschesk, bis dahin bildete es zusammen mit dem Dorf Henitscheska Hirka und der Ansiedlung Pryoserne (Приозерне) die gleichnamige Landratsgemeinde Schtschaslywzewe (Щасливцівська сільська рада/Schtschasliwska silska rada) im Süden des Rajons Henitschesk.